# Соногрус
Соногрус (лат. Sonogrus gregalis) — вид вымерших птиц, обитавший на Земле в эпоху палеогена.

## Классификация
Sonogrus — монотипический род, включающий только один вид — соногрус, или Sonogrus gregalis. Его относят к отряду журавлеобразных, а именно к вымершему семейству Eogruidae (что переводится как «рассветные журавли»), достигшему широкого распространения в эпоху второй половины палеогена.

## Описание

### Общие черты
Соногрус достигал размеров современного журавля-красавки. Его рост равнялся 80 сантиметрам, а вес — 3—4 килограммам. Это была птица с длинными ногами, гибкой вытянутой шеей и прямым крепким клювом средних размеров.

### Время и среда обитания
Эти журавли населяли степные и лесостепные ландшафты, держались близ озёр и прочих водоёмов. Благодаря своим длинным ногам соногрусы были способны передвигаться как по высокой траве, так и по мелководью, высматривая потенциальную жертву, которой могли стать разнообразные мелкие животные — от больших насекомых до рыб и ящериц.
Соногрусы обитали на территории Центральной Азии в раннем олигоцене, то есть приблизительно 35 миллионов лет назад.

## Открытие и родственные связи
Окаменелые остатки соногруса были обнаружены в отложениях нижнего олигоцена, в месте Хор Дзан (Khor Dzan), в геологическом подразделении Севхул, формации Эргилин Дзо (Sevkhul Member, Ergilin Dzo formation), на окраинах Монголии. Поначалу, в 1976 году, Курочкин отнёс их к роду Eogrus, но затем, в 1981 году, сделал по ним описание нового рода — Sonogrus.
В одно время с соногрусом жил и другой представитель данного семейства — эогрус (Eogrus aeola), заметно более крупный, но совершенно потерявший способность к полёту. Более того, во время раскопок был обнаружен точно не идентифицированный экземпляр, возможно, принадлежащий новому виду — по возрасту окаменелостей он был старше соногруса и младше эогруса, при этом соногрус имел с ним больше общих черт, чем эогрус. Более того, к соногрусу (или к другой разновидности из рассматриваемого нами семейства — роду Ergilornis) могут принадлежать ещё два интересных не описанных экземпляра.